# Plettet arum
Plettet Arum (Arum maculatum) er en 10-60 cm høj plante, der vokser i næringsrige skove og parker, forvildet fra haver. Den forekommer i Danmark og en række andre europæiske lande, og er sine steder ret almindelig. Den foretrækker fugtig skovjord eller ikke alt for våd mosejord.
Plettet Arum har en for Arum-slægten og Arum-familien karakteristisk blomsterstand, hvor selve de mange små blomster sidder samlet i en såkaldt kolbe der typisk er violet omgivet af et højblad eller hylsterblad, der typisk er bleggrønt. Plettet Arum kendes også under navnet Dansk ingefær, men dette navn bruges i dag typisk om en anden art, Dansk Arum. Ingen af planterne kan på nogen måde benyttes som erstatning for ingefær, da de er ret giftige. Men rødderne kan have en ingefæragtig lugt.

## Beskrivelse
De spydformede blade har typisk et varierende antal større eller mindre, brunlilla eller lilla uregelmæssige pletter. Der findes adskillige underarter, så ikke alle former af Plettet Arum har plettede blade, og der er en vis interfertilitet med andre arter af Arum, der forekommer i Danmark.
Størrelse: 15-35 cm, bladplade 10-20 cm, hylsterblad 10-20 cm.

## Udbredelse
I Skandinavien forekommer planten kun i Danmark, hvor den dog mangler i dele af Jylland.

## Kendetegn
Et sikkert kendetegn i forhold til Dansk Arum er at knolden er vandret, 2-3cm lang. Knolden ligger dybt.
- Vandret knold, 2-3cm
- Blade og hylsterblad med pletter – men uplettede former forekommer, der kan være vanskelige at skelne fra Dansk Arum
- Hylsterblad blegrønt til blegt gulgrønt
- Kolbe lilla, undtagelsesvis gul, ca. 1/2 så lang som hylsterblad
- Frugtstand ca. 3-4 cm lang, bær blanke
- Blomstrer maj-juni
- Blade fremkommer sen vinter til tidligt forår

## Former
- A. maculatum ssp. maculatum er grundformen, der har mere eller mindre markante violette el. mørklilla pletter på bladene. Hylsterbladet kan have violet kant og/eller lilla pletter
- Formen uden pletter kan kendes fra Dansk Arum på den vandrette knold og den mindre frugtstand. Denne form betegnes som regel ssp. immaculatum eller ssp. danicum
- Der ses også en form med nogen marmorering af bladene og gul kolbe, formentlig en hybrid med Italiensk Arum
- Hybrider forekommer mellem alle formerne og de 2 andre arter i Danmark – visse former kan være næsten umulige at artsfæste endeligt